# أكيرا اسادا
أكيرا اسادا (باليابانية: 浅田彰 ) (و. 1957 – م) هو مؤلِّف، وعالم اقتصاد، وأستاذ جامعي، وفيلسوف، وكاتِب، من اليابان، ولد في كوبه.

## التعليم
تعلم في جامعة كيوتو.